# Persicaria pensylvanica
Espèce
Classification phylogénétique
Persicaria pensylvanica (anciennement Polygonum pensylvanicum), la Renouée de Pennsylvanie est une espèce de renouée du genre Persicaria. Elle pousse aux abords du fleuve Saint-Laurent au Québec. Elle doit être placée à un endroit directement ensoillé au moins quelques heures. Pour qu'elle puisse se développer, la température doit être au moins à 15 °C. Elle peut pousser dans de la tourbe, du sable, du terreau, de la ponce, de l'écorce et des substances organiques.